# Protosiphoniella anthophila
Protosiphoniella anthophila — викопний вид сітчастокрилих комах родини сизирид (Sisyridae), що існував у крейдовому періоді. Комаху виявлено у бірманському бурштині. У комахи був колючосисний ротовий апарат у вигляді відносно довгого хоботка, який, ймовірно, призначався для живлення нектаром.